# Asterocheres spinopaulus
Asterocheres spinopaulus is een eenoogkreeftjessoort uit de familie van de Asterocheridae. De wetenschappelijke naam van de soort is voor het eerst geldig gepubliceerd in 1999 door Johnsson.